# Sirene s Titana
Sirene s Titana (izvirno angleško: The Sirens of Titan) je komični znanstveno fantastični roman, ki ga je leta 1959 napisal ameriški pisatelj Kurt Vonnegut. To je njegov drugi roman in govori o svobodni volji, vsevednosti in osnovnem vzroku človeštva.

## Vsebina
Glavna oseba je Malarhija Constant, prvotno živi v Hollywoodu kot najbogatejši Američan v 22. stoletju. Po očetu podeduje zelo uspešno multinacionalko, ki je bila zgrajena na očetovi izjemni sreči, vendar Malarhija (prav tako kot oče) z življenjem ne naredi nič pametnega. Osrednja osebnost v zgodbi postane, ko podjetje zaradi hude recesije propade in je primoran sprejeti vsako delo. Pod pretvezo, da bo za dobro plačilo delal v tajnem vladnem projektu, ga v skladu z vsevedeževo napovedjo z Zemlje odpeljejo na Mars. Tam mu deloma izbrišejo spomin tako, da brez pomislekov sodeluje v pripravah napada Marsa (na katerem prebivajo ugrabljeni Zemljani) na Zemljo. Nato nekaj let preživi v podzemlju Merkurja. Kmalu po povratku na Zemljo, kjer ga sprejmejo kot verski subjekt, ki pooseblja slabo, pod prisilo odide na Saturnovo luno Titan da bi srečal človeka odgovornega za splet napovedanih naključij, vsevednega Winstona Nilesa Rumfoorda.
Rumfoord prihaja iz podeželja Nove Anglije. Njegovo premoženje mu zadostuje za izgraditev osebnega vesoljskega plovila. Na nekem potovanju med Zemljo in Marsom ladja — z Rumfoordom in njegovim psom, Kazakom — zaide v fenomen znan kot kronosinklastični infundibulum, ki je po Vonnegutu definiran kot »tista mesta ... kjer se različni kosi resnice združijo skupaj.«  Vonnegut opominja, da bi ga vsak bolj natančen opis fenomena spremenil v lažnivca, vendar je znano da je podobno kot ostale podatke o osončju tudi tega povzel po neki otroški enciklopediji.)  Sklicujoč se na ta članek je glede na velikost Vesolja nemogoče komunicirati drugače kot da prisostvujemo na več mestih hkrati. In ravno to dosežemo s kronosinlastičnim infundibulumom. Ko sta Rumfoord in Kazak vstopila v koronosinlastični infundibulum, sta postala valovanji po ustaljeni spirali od Sonca do zvezde Betelgeza. Kadar spirala seka nebesno telo, kot npr. Zemlja, se Rumfoord in Kazak na njem začasno materializirata.
Ko je Rumfoord vstopil v infundibulum, je postal del preteklosti in prihodnosti. Skozi roman Rumfoord večkrat napove prihodnje dogodke, ki se vselej uresničijo (razen v primerih ko se je Rumfoord namerno lagal). Tako npr. napove in na Zemlji takoj po Marsovski invaziji ustanovi Cerkev popolnoma brezbrižnega Boga, da bi združil planet. Na Titanu, edinem mestu kjer je Rumfoord lahko prisoten stalno s polno mero zavesti in ne le kot slika, najde raziskovalca s planeta Tralfamadore (Tralfamadorci se pojavljajo tudi v Vonnegutovi Klavnici pet in v nekaterih drugih delih), s katerim se spoprijatelji. 
Salo, tralfamadorianski raziskovalec, je pravzaprav robot zgrajen pred več milijoni let, da bi prinesel sporočilo Tralfamadorcev na drug konec Vesolja. Njegova ladja deluje na pogon Vesoljne Volje Do Nastanka, ali VVDN. Vendar se na poti majhen del ladje pokvari in Salo zasilno pristane na Titanu. Od Tralfamadorcev zahteva rezervni del, zaradi česar nastane človeštvo, ki ga na daljavo upravljajo prav Tralfamadorci. Ti človeški razvoj usmerjajo tako, da se iz primitivnih nabiralcev razvije civilizacija, ki naposled razvije rezervni del. Stonehenge, Veliki kitajski zid in moskovski kremelj so le sporočila v tralfamadorskem geometričnem jeziku o napredku pri izdelavi rezervnega dela, namenjena Salu.
Kot se pokaže kasneje, je rezervni del majhen kos kovinske tračnice z zaokroženim vogalom in dvema luknjama. Salovo sporočilo, zaradi katerega se je odvila vsa človeška zgodovina, je ena sama pika, kar v tralfamadorščini pomeni »lep pozdrav«.
Kovinske tračnice je Salu prinesel Constantu, našel pa ga je njegov sin Krono (rodila ga je Rumfoordoda bivša žena Bea). Sončeva pega povzoči, da se Rumfoordova spirala uniči in posledično se potnika izgubita v prostoru. Krono se odloči za življenje s titanskimi pticami; njegova mati umre na Titanu, Constant pa ostane sam z robotom Salom, ki ga odpelje nazaj na Zemljo, natančneje v Indianapolis, kjer Constant le nekaj ur zatem v mrzli noči umre med čakanjem na avtobus.
Naslov knjige je izpeljan iz skupine skulptur treh prečudovitih žensk, ki jih je Salo oblikoval iz titanske šote posebej za okrasitev Rumfoordovega bazena. Constant je njihove podobice, ki jih je po dobil od Rumfoorda ko mu je le-ta napovedoval prihodnost, izkoriščal za promocijo cigaret.
V knjigi je večkrat moč zaznati osnove za Vonnegutova poznejša dela. Za primer, Rumfoordova sposobnost videnja v nazaj in naprej času, se pojavi tudi v Klavnici pet, kjer glavni junak Billy Pilgrim podobno postane neizbrisljiv iz časa.

## Verske tematike
Roman religijo kritizira podobno kot marksizem (kot »opij ljudstva«).
Avtor opisuje kako ljudje ne samo uporabljajo religijo in druge etnične sisteme za nadzor (manipulacijo) drugih, temveč tudi kako si dovoljujejo, da so nadzirani prek teh sistemov. Tak primer je tudi Rumfoord sam; lahko vidi preteklost, sedanjost in prihodnost, ne more pa videti Salovega sporočila in zato je močno prizadet. Salova ladja je pristala na Titan v prazgodovini in njegovi ljudje, Tralfamadorci, so mu pošiljali sporočila prek čudovitih zemeljskih arhitekturnih dosežkov. S tem, da Salo dobi rezervni del in zapusti Osončje je nakazano, da se bo človeštvo lahko osamosvojilo zunanjega nadzora, upravljalo samo s seboj brez manipulacije drugih.
Še ena izrazito verska tema v knjigi je Rumfoordova ustanovitev nove religije: »Cerkev popolnoma brezbrižnega Boga«, katere dve glavni učenji sta »Puny man can do nothing at all to help or please God Almighty« in »Luck is not the hand of God«. Ta religija poudari pomen Bogove nejevolje, da bi kakorkoli vplival na človeška dejanja. Zato jo bi lahko primerjali z filozofskim verskim nazorom deizmom, ki prav tako ne priznava njegovega nadaljnjega poseganja v naravo - vesolje in živa bitja.

## Nagrade
Knjiga je bila leta 1960 nominirane za nagrado hugo za najboljši roman.

## Delo v popularni kulturi
- Škotski pesnik in pevec Al Stewart je za refren pesmi Modern Times v istoimenskem albumu izbral navedek iz tega dela (»Bil sem žrtev v čudnem spletu naključij, kot smo vsi ...«).
- V NBCjevi drami Heroji, je Nikijev oče bral knjigo Sirene s Titana.
- V 32. izdaji Y: The Last Man, ladijski kapitan poimenuje svoje plovilo po ladji iz tega dela.
- v intervjuju iz leta 1979 izdanem leta 2007, Douglas Adams Vonnegutu pripisuje vpliv na Štoparski vodnik po Galaksiji[2]:

Sirens of Titan is just one of those books – you read it through the first time and you think it's very loosely, casually written. You think the fact that everything suddenly makes such good sense at the end is almost accidental. And then you read it a few more times, simultaneously finding out more about writing yourself, and you realize what an absolute tour de force it was, making something as beautifully honed as that appear so casual.